# Ravinnötväcka
Ravinnötväcka (Sitta tephronota), även kallad östlig klippnötväcka, är en tätting i familjen nötväckor som förekommer i västra Asien.

## Kännetecken

### Utseende
Ravinnötväckan är med en kroppslängd på 16–18 centimeter en stor nötväcka, tydligt större än klippnötväcka (Sitta neumayer) som den i övrigt är mycket lik med lång näbb, mycket tydlig svart ögonmask, avsaknad av rött på undersidan (olikt exempelvis nötväckan) och relativt sett ljus grå ovansida. Den har dock proportionellt sett större huvud och kraftigare näbb. Vidare vidgar sig ögonbrynsstrecket bakom ögat och fortsätter ner utmed halssidan.

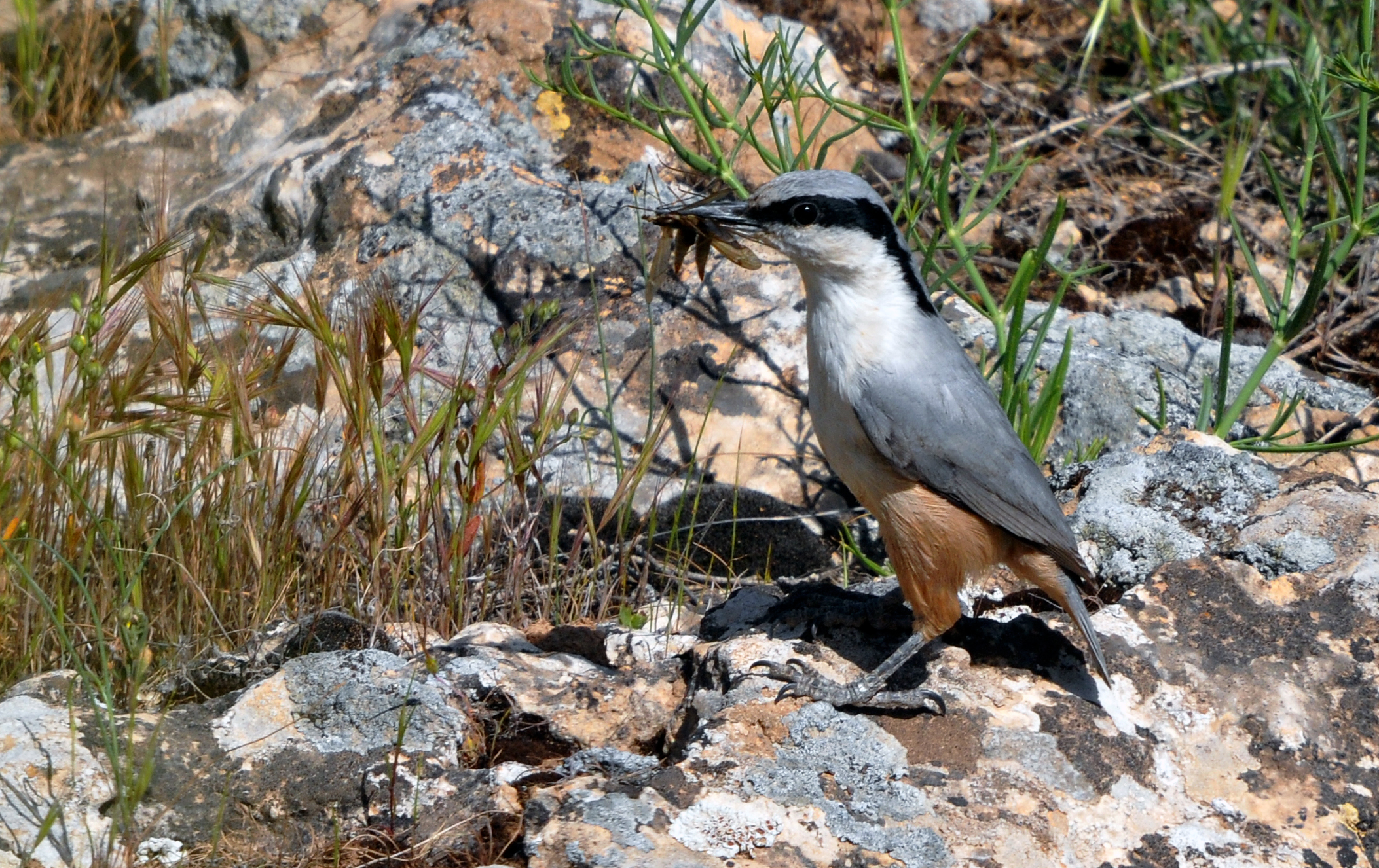
Ravinnötväcka i Turkiet.

### Läten
Även lätena liknar klippnötväckans men är både djupare, lugnare och kraftigare.

## Utbredning och systematik
Ravinnötväcka förekommer från sydöstra Turkiet österut till Pakistan och Afghanistan. International Ornithological Congress (IOC) och Clements m.fl. delar in den i fyra underarter med följande utbredning:
- Sitta tephronota dresseri – sydöstligaste Turkiet till västra Iran och Irak
- Sitta tephronota obscura – södra Transkaukasien till norra Iran och nordöstra Turkiet
- Sitta tephronota tephronota – östligaste Turkmenistan till Pamir, Afghanistan och Pakistan.
- Sitta tephronota iranica – södra Turkmenistan till Kyzylkumöknen i Uzbekistan.

I verket Handbook of Western Palearctic Birds (Shirihai & Svensson 2018) inkluderas iranica i nominatformen.
Tillfälligt har den även påträffats i Indien.

## Ekologi
Arten ses i liknande miljöer som klippnötväckan, det vill säga klippig terräng med spridda buskar och träd. Den ses dock sällan under 1.000 meters höjd och olikt klippnötväckan kan den även ses i skog sittande på träd, gärna blockmarksrik ekskog.
Boet muras av lera och placeras i en klippskreva eller i ett träd. Den lägger fyra till nio ägg som ruvas av honan i 12–14 dagar under tiden hon matas av hanen. Ungarna matas av båda föräldrarna och blir flygga efter 24–26 dagar.

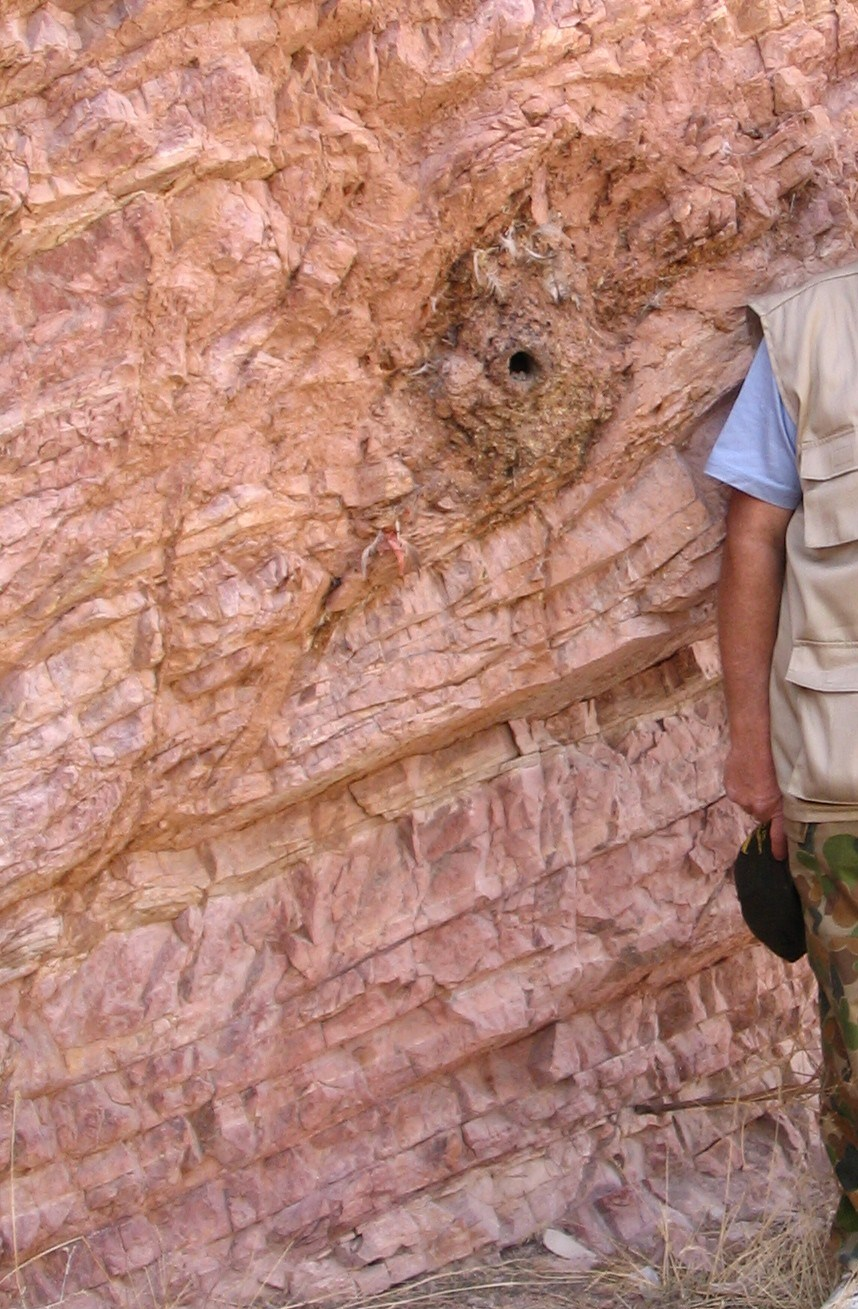
Bo av ravinnötväcka i Armenien.

## Status
Arten har ett stort utbredningsområde och internationella naturvårdsunionen IUCN kategoriserar arten som livskraftig. Beståndsutvecklingen är dock oklar.

## Namn
Arten har tidigare kallats östlig klippnötväcka, men blev i juni 2025 tilldelad ett nytt officiellt svenskt namn av BirdLife Sveriges taxonomiska kommitté för att undvika förväxling med klippnötväckan.